# Juwenilia
Juwenilia, iuvenilia (łac. iuvenalis – młodzieńczy) – utwory literackie bądź muzyczne powstałe w okresie dzieciństwa lub młodości twórcy, często pozbawione samodzielnej wartości i traktowane później wyłącznie jako wstęp do jego twórczości właściwej.

## Przykłady
- Przekłady dzieł Woltera dokonane przez Adama Mickiewicza
- Juwenilia – zbiór poezji Juliana Tuwima
- Człowiek z Marsa – powieść Stanisława Lema